# Schwiesau
Schwiesau este o comună din landul Saxonia-Anhalt, Germania.